# Victoriaans Theater (Efteling)
Het Victoriaans Theater of Carrouseltheater is een theaterzaal die gevestigd is in het Carrouselpaleis in het Nederlandse attractiepark de Efteling. Het theater werd geopend in 1972.
Het Victoriaans theater werd doorheen de jaren gebruikt voor verschillende optredens en showvoorstellingen. In het openingsjaar van de zaal vond de uitreiking van de Pomme d'Or aan de Efteling er plaats.
In de eerste jaren van haar bestaan was het Victoriaans theater de grootste locatie voor liveoptredens in de Efteling, maar in 1989 verloor het die status aan het tijdelijke zomertheater dat op dat moment werd opgebouwd in het voormalige Zwembad en tot en met 2001 gebruikt werd voor verschillende parkshows. Dit tijdelijke theater werd in 2002 vervangen door het grotere Efteling Theater. 
Het Victoriaans Theater wordt sinds de 21e eeuw hoofdzakelijk gebruikt voor evenementen en kan afgehuurd worden door bedrijven.